# Livio Zannoni
Livio Zannoni (Faenza, 11 ottobre 1909 – Dagabur, 26 dicembre 1935) è stato un aviatore e militare italiano, decorato con la Medaglia d'oro al valor militare alla memoria nel corso della guerra d'Etiopia.

## Biografia
Figlio di Pietro e Maria Ferruzzi, secondogenito di quattro fratelli. La famiglia gestiva un commercio di cereali che consentiva loro di vivere agiatamente. Iniziò a studiare presso il ginnasio presente all'interno del locale seminario, quando il fratello maggiore, Mario Giacomo, fu tra i primi ad aderire al nascente movimento fascista, partecipando a numerose spedizioni squadriste. Creduto coinvolto nell'omicidio di Vincenzo Caroli, un possidente agrario, Mario Giacomo, che era rimasto ferito durante l'aggressione squadrista contro alcuni agricoltori avvenuto il 7 luglio 1924, fu oggetto di un mandato di cattura e scappò. La latitanza durò diciannove mesi, e in questo periodo si nascose in diverse città della Romagna e dell'Emilia, fino a quando fu celebrato il processo che lo vide scagionato da ogni addebito.
La famiglia Zannoni si era trovata in grosse difficoltà economiche, dovute sia alle maggiori spese sostenute per favorire la latitanza del figlio, sia per la mancanza di lavoro, e decise lasciare Faenza e di trasferirsi in località Falciani, sulla Greve, in Toscana.
Avendo dovuto interrompere gli studi all'età di 16 anni, e iniziare a lavorare con il padre, decise di intraprendere la carriera militare in seno alla Regia Aeronautica. Il 19 giugno 1928 fu ammesso a frequentare la scuola per specialisti fotografi a Capua, dove supera il corso di aerofotografia. Nel febbraio 1929 fu trasferito a Verona per compiere il tirocinio, e nominato fotografo viene promosso aviere scelto. Il 7 novembre 1929 si imbarcò a Napoli destinato a prestare servizio in Somalia, arrivando a Mogadiscio il 22 dello stesso mese.
Appena arrivato gli fu subito assegnato un compito molto importante. A nord la colonia italiana confinava con la Somalia Britannica, ma la linea di confine non era stata mai definita a causa della mancanza di affidabili rilevazioni cartografiche, che il clima equatoriale, proibitivo per gli europei, e l'impervia zona rendevano cosa di difficile realizzazione. In base ad un accordo con il governo britannico si doveva effettuare la rilevazione aerofotogrammetrica della zona e con essa tracciare il confine definitivo. L'impegno dimostrato nel corso della missione gli valse la proposta all'avanzamento al grado di primo aviere.
Nel corso dell'anno dovette rientrare in Patria per curarsi dalla malaria, contratta in seguito ad un atterraggio di emergenza compiuto in una zona fortemente contagiosa. Compiuto un breve periodo di servizio in Italia chiese, ed ottenne, di potere ritornare in Somalia. Promosso primo aviere rientrò in Somalia nel febbraio 1931, dove riorganizzò il servizio fotografico, e nel mese di settembre prese parte ad alcuni combattimenti nella zona di Belet-Uen contro una grossa banda di armati etiopici che avevano attaccato le poche truppe italiane presenti in zona. Il 3 novembre il colonnello Frusci lo propose per l'avanzamento al grado di sergente per meriti eccezionali. A causa della malaria, il 4 giugno 1932 rientrò in Italia, e terminato il periodo di convalescenza prese al corso per complementare, al termine del quale fu assegnato alla 115ª Squadriglia da ricognizione di stanza all'Aeroporto di Bologna-Borgo Panigale. Trasferito ad Augusta, il 7 agosto partì in nave per la Somalia, arrivandovi il giorno 22, riprendendo subito servizio.
Gli fu affidato l'incarico di compiere i rilievi fotografici della Migiurtinia, la parte del nord-est della colonia che si protendeva verso il golfo di Aden a fianco della Somalia inglese, così da fornire i comandi militari delle carte da utilizzare per eventuali operazioni belliche.
Progettò, e realizzò, il primo laboratorio fotografico della colonia. Nel giugno 1934 fu assegnato a una sezione di base a Geladi, un piccolo villaggio, con il compito di effettuare missioni di vigilanza contro lo sconfinamento di alcune bande di predoni etiopici. In occasione della visita ufficiale del Re Vittorio Emanuele III, fu incaricato dal Comando dell'aviazione di effettuare il servizio fotografico durante le varie tappe della visita del sovrano.

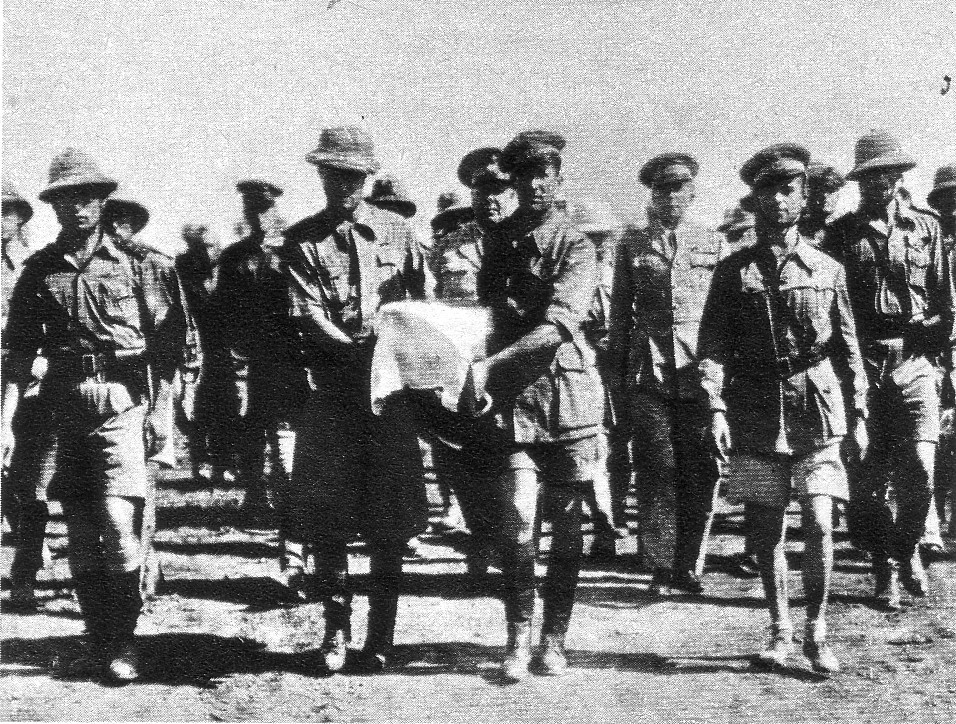
Il recupero delle salme di Tito Minniti e Silvio Zannoni.

Il 5 dicembre dello stesso anno vi fu l'incidente di Ual Ual alla frontiera tra la Somalia e l'Impero d'Etiopia, in una zona molto ricca di pozzi d'acqua. Raggiunta via terra la zona dello scontro documentò l'esito della battaglia. Nel gennaio 1935 fu richiamato a Mogadiscio, dove assunse la direzione del laboratorio fotografico ed una volta promosso sergente ritornò al campo d'aviazione di Geladi.
L'incidente di Ual-Ual avvio la pianificazione da parte italiana dell'attacco definitivo all'Etiopia, che iniziò il 3 ottobre 1935. Impegnato sul fronte somalo, considerato secondario rispetto a quello eritreo, in forza alla 1ª Squadriglia Ricognizione Terrestre, il 4 novembre il tenente pilota Angelo Mastragostino, lo scelse come compagno per compiere una missione propagandata poi nota come "la beffa di Badu-Annan". Mastragostino decise di andare a piantare la bandiera nazionale davanti ad un forte abissino ritenuto imprendibile. Due giorni dopo i due decollarono, insieme ad un altro aereo, e raggiunsero il fortino di Badu-Annan atterrandovi davanti. Sceso dal velivolo egli piantò davanti al portone un'asta di ferro con appeso un nastro tricolore, e quando i soldati abissini iniziarono a sparare, dall'aereo, già in fase di decollo, egli rispose sparando numerose raffiche di mitragliatrice, e quando l'aereo ebbe preso quota il tenente Mastragostino lanciò anche le bombe a sua disposizione. Intanto continuavano le operazioni terrestri e il suo reparto, la 1ª Squadriglia Ricognizione Terrestre della Somalia era costantemente impegnata in ricognizioni sia visive che fotografiche da trasmettere alle colonne avanzanti.
Il 26 dicembre due aerei della squadriglia che si trovava a Gorrahei furono destinati ad una missione di ricognizione da compiersi nella zona di Dagabur. Uno degli IMAM Ro.1 era al comando dal tenente Zaccardo, l'altro dal sottotenente Tito Minniti. Non dovendo inizialmente prendere parte alla missione, egli chiese insistentemente all'osservatore dell'aereo di Minniti, tale Armellini, di lasciarlo partire al suo posto, tanto che l'altro cedette. Alle 7:00 i due aerei decollarono dal campo d'aviazione di Gorrahei, raggiungendo dopo due ore di volo Dagabur, una città fortificata che rappresentava un ostacolo all'avanzata delle truppe terrestri. Colpito dalla reazione contraerea l'aereo di Minniti fu visto abbassarsi sulla città, scomparendo dalla vista dei compagni di volo, che sorvolarono numerose volte la zona nella speranza di avvistarlo. L'aereo era atterrato in una radura, e fu subito attaccato da armati nemici. I due aviatori si difesero con le armi di bordo fino a che non terminarono le munizioni, Zannoni fu ucciso in combattimento, mentre Minniti venne catturato e successivamente trucidato dopo essere stato a lungo torturato. Nei giorni successivi i resti dell'aereo vennero ritrovati dalle truppe avanzanti, ed ai due aviatori fu concessa la medaglia d'oro al valor militare alla memoria.

### Esplicative
1. ↑  Si sarebbe dovuto rilevare la aerofotogrammetrica di una zona lunga 700 km e larga 9, dalla quota di 4000 metri.

### Bibliografiche
1. 1 2  Ufficio Storico Stato Maggiore dell'Aeronautica 1969, p. 57.
2. 1 2 3 4 5 6 7 8  Palantra 2018, p. 96.
3. 1 2 3 4 5 6 7 8 9 10 11 12  Historia Faentina.
4. ↑  Palantra 2018, p. 97.
5. 1 2 3 4 5 6 7 8  Palantra 2018, p. 98.
6. 1 2 3  Palantra 2018, p. 99.
7. 1 2 3 4 5 6 7  Palantra 2018, p. 100.
8. 1 2  Palantra 2018, p. 101.
9. ↑  Bollettino Ufficiale 1936,disp.20, pag.306, e Bollettino Ufficiale 1937, disp.9, pag.179.